# Ampitana
Ampitana – miasto i gmina (kaominina) na Madagaskarze, w regionie Haute Matsiatra, w dystrykcie Ambohimahasoa. W 2001 roku gmina zamieszkana była przez 10 230 osób. Siedzibę administracyjną stanowi Ampitana. Jest jedną z 17 gmin wchodzących w skład dystryktu.
Przez gminę przebiega drogi krajowa. Na jej obszarze funkcjonuje m.in. szkoła pierwszego stopnia. 95% mieszkańców trudni się rolnictwem, 5% pracuje w usługach. Produktami o największym znaczeniu dla lokalnej gospodarki są ryż, bataty, maniok oraz orzechy arachidowe. W 2001 r. od 5 do 25% rolników stosowało przy uprawach nawozy mineralne. Pogłowie bydła liczyło 1411 sztuki, trzody chlewnej 2858 sztuk.
Przed wprowadzeniem nowego podziału administracyjnego Madagaskaru w 2007 r. gmina znajdowała się w prowincji Fianarantsoa.
Gmina położona jest w strefie czasowej UTC+03:00.